# 아서 헨더슨

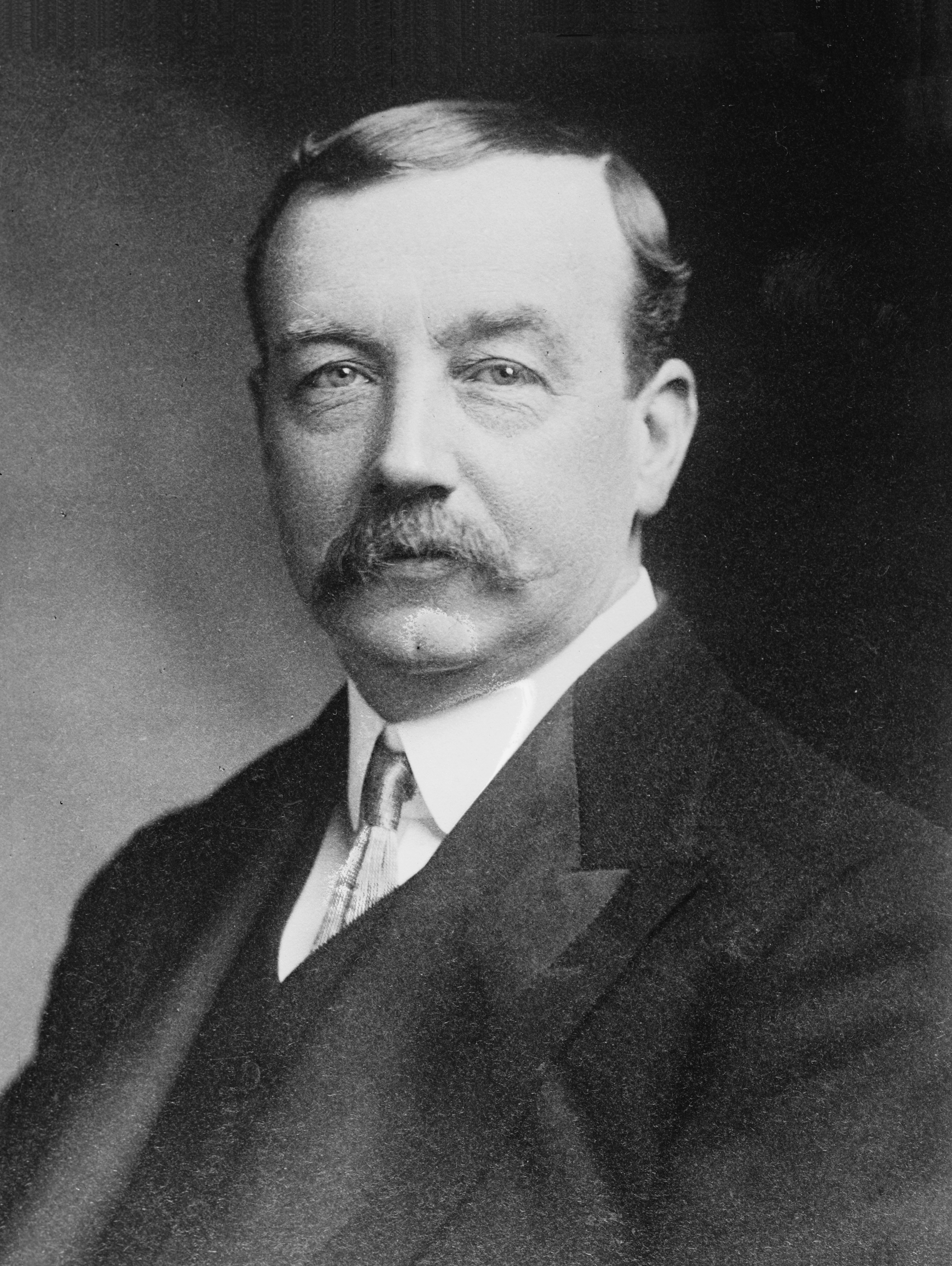
아서 헨더슨

아서 헨더슨(Arthur Henderson, 1863년 ~ 1935년)은 영국의 정치인이다. 글래스고에서 출생하여, 1903년 달링턴 시장 및 하원 의장이 되었다. 1924년 제1차 노동당 내각의 내상을 거쳐 제2차 내각의 외상이 되었으나, 맥도널드 수상이 거국 내각을 조직하였을 때, 이를 반대하는 노동당의 지도자가 되었다. 1932년 제네바 군축 회의의 의장으로 활약하였고, 1934년 노벨 평화상을 받았다.

## 역대 선거 결과
| 선거명      | 직책명                                  | 대수 | 정당           | 득표율 | 득표수   | 결과 | 당락                                |
| ----------- | --------------------------------------- | ---- | -------------- | ------ | -------- | ---- | ----------------------------------- |
| 1903년 선거 | 하원의원 (바너드 캐슬 선거구)           | 27대 | 노동대표위원회 | 35.47% | 3,370표  | 1위  | 바너드 캐슬 하원의원 당선           |
| 1906년 선거 | 하원의원 (바너드 캐슬 선거구)           | 28대 | 노동당         | 58.76% | 5,540표  | 1위  | 바너드 캐슬 하원의원 당선           |
| 1910년 선거 | 하원의원 (바너드 캐슬 선거구)           | 29대 | 노동당         | 56.75% | 6,096표  | 1위  | 바너드 캐슬 하원의원 당선           |
| 1910년 선거 | 하원의원 (바너드 캐슬 선거구)           | 30대 | 노동당         | 57.02% | 5,868표  | 1위  | 바너드 캐슬 하원의원 당선           |
| 1919년 선거 | 하원의원 (위드너스 선거구)              | 31대 | 노동당         | 52.26% | 11,404표 | 1위  | 위드너스 하원의원 당선              |
| 1922년 선거 | 하원의원 (위드너스 선거구)              | 32대 | 노동당         | 46.77% | 12,897표 | 2위  | 낙선                                |
| 1923년 선거 | 하원의원 (뉴캐슬어폰타인 이스트 선거구) | 32대 | 노동당         | 45.67% | 11,066표 | 1위  | 뉴캐슬어폰타인 이스트 하원의원 당선 |
| 1923년 선거 | 하원의원 (뉴캐슬어폰타인 이스트 선거구) | 33대 | 노동당         | 47.68% | 11,532표 | 2위  | 낙선                                |
| 1924년 선거 | 하원의원 (번리 선거구)                  | 33대 | 노동당         | 58.36% | 24,571표 | 1위  | 번리 하원의원 당선                  |
| 1924년 선거 | 하원의원 (번리 선거구)                  | 34대 | 노동당         | 45.43% | 20,549표 | 1위  | 번리 하원의원 당선                  |
| 1929년 선거 | 하원의원 (번리 선거구)                  | 35대 | 노동당         | 46.26% | 28,091표 | 1위  | 번리 하원의원 당선                  |
| 1933년 선거 | 하원의원 (클레이 크로스 선거구)         | 36대 | 노동당         | 69.27% | 21,931표 | 1위  | 클레이 크로스 하원의원 당선         |